# Nilpotente Gruppe
Nilpotente Gruppe ist ein Begriff aus dem Bereich der Gruppentheorie, einem Teilgebiet der Mathematik. In gewissem Sinn verallgemeinert er für endliche Gruppen den Begriff der kommutativen Gruppe „so wenig wie möglich“: Jede kommutative Gruppe ist nilpotent, aber nicht umgekehrt. Endliche kommutative Gruppen lassen sich (bis auf Isomorphie) eindeutig als direktes Produkt von endlich vielen zyklischen Gruppen von Primzahlpotenzordnung darstellen. Dies ist eine Aussage des Hauptsatzes über endlich erzeugte abelsche Gruppen. Bei endlichen nilpotenten Gruppen übernehmen die p-Sylowgruppen die Rolle der zyklischen Gruppen: Jede endliche nilpotente Gruppe ist (bis auf Isomorphie) ein direktes Produkt ihrer p-Sylowgruppen. Die Definition des Begriffs „nilpotente Gruppe“ beruht auf dem allgemeineren Konzept einer Kette von Untergruppen (mit bestimmten Eigenschaften), das im Artikel „Reihe (Gruppentheorie)“ erläutert wird.

## Charakterisierungen
Für nilpotente Gruppen lassen sich diverse äquivalente Charakterisierungen angeben. Sie werden oft über die Betrachtung bestimmter Reihen eingeführt. Definiere für eine Gruppe die Kommutatoren induktiv
{\displaystyle L_{1}(G)=G}
{\displaystyle L_{n}(G):=[L_{n-1}(G),G]} für  {\displaystyle n>1}.
Man erhält dadurch die absteigende Zentralreihe
{\displaystyle G=L_{1}(G)\geq L_{2}(G)\geq \dots \geq L_{n}(G)}.
Man nennt {\displaystyle G} nilpotent, falls die absteigende Zentralreihe für ein {\displaystyle n\in \mathbb {N} } bei der Einsgruppe endet.
Ähnlich kann man für {\displaystyle G} das {\displaystyle n}-te Zentrum {\displaystyle Z_{n}(G)} induktiv wie folgt definieren.
{\displaystyle Z_{0}(G):=1},
{\displaystyle Z_{1}(G):=Z(G)}
{\displaystyle Z_{n}(G)} ist das Urbild von {\displaystyle Z(G/Z_{n-1}(G))}.
Damit ist 
{\displaystyle 1=Z_{0}(G)\leq Z_{1}(G)\leq \dots \leq Z_{n}(G)}
eine aufsteigende Reihe; die aufsteigende Zentralreihe. Man kann zeigen, dass {\displaystyle G} genau dann nilpotent im obigen Sinne ist, falls diese Reihe bis zu ganz {\displaystyle G} aufsteigt und dass die Längen beider Ketten gleich sind, was zur Definition der Nilpotenzklasse (auch Nilpotenzgrad) führt. Der Nilpotenzgrad ist genau die gemeinsame Länge dieser beiden Reihen.
Für endliche Gruppen gelten folgende Charakterisierungen:
- Alle {\displaystyle p}-Sylowuntergruppen sind normal in {\displaystyle G}. Insbesondere ist {\displaystyle G} direktes Produkt ihrer {\displaystyle p}-Sylowuntergruppen.
- Für Primzahlen {\displaystyle p} sind Produkte von {\displaystyle p}-Elementen wieder {\displaystyle p}-Elemente.
- Jede Untergruppe von {\displaystyle G} ist subnormal.
- Für verschiedene Primzahlen {\displaystyle p} und {\displaystyle q} sind die Kommutatoren von {\displaystyle p}-Elementen mit {\displaystyle q}-Elementen gleich dem neutralen Element.
- Ist {\displaystyle U} eine echte Untergruppe von {\displaystyle G}, so ist {\displaystyle U} echt in ihrem Normalisator enthalten.
- Ist {\displaystyle M} eine maximale Untergruppe, so ist {\displaystyle M} normal in {\displaystyle G}.

## Eigenschaften
- Untergruppen, Faktorgruppen und homomorphe Bilder einer nilpotenten Gruppe sind nilpotent.
- Ist umgekehrt {\displaystyle N} ein nilpotenter Normalteiler und {\displaystyle G/N} ebenfalls nilpotent, so ist {\displaystyle G} im Allgemeinen nicht nilpotent. Ein Beispiel ist die nicht nilpotente Gruppe S3, die einen zur zyklischen und damit nilpotenten Gruppe {\displaystyle \mathbb {Z} _{3}} isomorphen Normalteiler {\displaystyle N} besitzt, dessen Faktorgruppe {\displaystyle S_{3}/N\cong \mathbb {Z} _{2}} ebenfalls nilpotent ist. Es gilt aber der folgende Satz:
- Philip Hall: Ist {\displaystyle G} eine Gruppe mit einem nilpotenten Normalteiler {\displaystyle N}, so dass {\displaystyle G/N'} nilpotent ist, so ist auch {\displaystyle G} nilpotent.[3] Dabei ist {\displaystyle N'} die Kommutatorgruppe von {\displaystyle N}.
- Jede nilpotente Gruppe ist auflösbar. Die Umkehrung ist im Allgemeinen falsch, wie die symmetrische Gruppe S3 belegt.
- Endlich erzeugte nilpotente Gruppen sind überauflösbar, auch hier gilt die Umkehrung nicht.
- Produkte nilpotenter Normalteiler in einer Gruppe sind nilpotent. Diese Eigenschaft führt zur Definition der Fitting-Untergruppe, (nach Hans Fitting) dem Produkt aller nilpotenten Normalteiler.

## Klassifikation
- Das direkte Produkt nilpotenter Gruppen ist nilpotent, falls die Nilpotenzgrade der Faktoren beschränkt sind.
- Jede endliche p-Gruppe ist nilpotent. Eine unendliche p-Gruppe ist nilpotent, wenn die Ordnung der Gruppenelemente beschränkt ist. (Beachte, dass diese Forderung stärker ist, als die Forderung endlicher Ordnung für Gruppenelemente, die durch die Definition der p-Gruppe ohnehin gewährleistet ist.)
- Eine endliche nilpotente Gruppe ist isomorph zum direkten Produkt ihrer p-Sylow-Untergruppen. Man beachte dabei, dass jede nilpotente Gruppe zu jeder Primzahl p genau eine (ggf. triviale) p-Sylow-Untergruppe besitzt.

## Beispiele
- Eine nicht triviale Gruppe ist genau dann nilpotent vom Nilpotenzgrad 1, wenn sie abelsch ist.
- Es sei {\displaystyle K} ein Körper und {\displaystyle n} eine natürliche Zahl. Die Menge der n×n-Matrizen der Form

{\displaystyle {\begin{pmatrix}1&*&\cdots &*\\0&1&\ddots &\vdots \\\vdots &\ddots &\ddots &*\\0&\cdots &0&1\end{pmatrix}}} (dabei stehen die Sterne für beliebige Elemente von {\displaystyle K})
ist eine Untergruppe der Gruppe der invertierbaren n×n-Matrizen, die Gruppe der strikten oberen Dreiecksmatrizen. Sie ist nilpotent mit Nilpotenzgrad {\displaystyle n-1}.
Im Spezialfall {\displaystyle n=3}, {\displaystyle K=\mathbb {R} } trägt diese Gruppe auch den Namen Heisenberggruppe.
- Die Diedergruppe {\displaystyle D_{n}} mit {\displaystyle n} Elementen ist genau dann nilpotent, wenn {\displaystyle n=2^{r}} gilt; in diesem Fall ist der Nilpotenzgrad gleich {\displaystyle r-1}.
- Die Frattinigruppe {\displaystyle \Phi (G)} ist stets nilpotent und falls {\displaystyle G/\Phi (G)} nilpotent, dann auch {\displaystyle G}.[4]